# 池谷浩
池谷 浩（いけや ひろし、1943年 - ）日本の農学博士。元砂防・地すべり技術センター理事長。現在は、山梨県富士山科学研究所客員研究員。栃木県出身。

## 経歴
1943年栃木県生まれ。1968年京都大学農学部卒業。同年建設省入省。同省砂防部火山・土石流対策官を経て、1996年砂防部砂防課長。その後、筑波大学大学院農学研究科講師、東京大学大学院農学生命科学研究科講師等を経て、2005年より砂防・地すべり技術センター理事長、中央防災会議専門委員、砂防学会副会長、政策研究大学院大学特任教授などを歴任。京都大学農学博士。
砂防界の第一人者であり、新潟県中越地震、福岡県西方沖地震などの地震災害やコロンビアのネバドデルルイス火山災害など、世界各地で数多くの災害を調査・研究。自然現象の分析のみならず、防災意識や災害観といった災害を軽減する上での意思決定の要素や長期の被災生活から復興までの過程まで研究を広げている。
また、北海道胆振東部地震や熱海市伊豆山土石流災害などの際には豊富な知見と経験に基づきNHKニュースに緊急出演し視聴者へ危機回避への呼びかけを行うなどしたほか、NHKのウエブサイトでも土砂災害や火山噴火の解説、対策の提言を行った。激甚化する災害から現在も命と暮らしを守る取り組みへの貢献を行っている。こうした功績が評価され2024年3月、第75回NHK放送文化賞を受賞した。

## 主な著書
- 砂防入門（山海堂）[6]
- 土石流災害（岩波新書）[7]
- 火山災害（中公新書）[8]
- マツの話（五月書房）[9]

など多数